# Joachim Andersen (fodboldspiller)
 For alternative betydninger, se Joachim Andersen. (Se også artikler, som begynder med Joachim Andersen)
Joachim Christian Andersen (født 31. maj 1996 på Frederiksberg) er en dansk fodboldspiller, der spiller midterforsvarer for Fulham. Han har tidligere spillet for Lyon i Frankrig og for London-klubben Crystal Palace.
Joachim Andersen blev den 11. marts 2019 for første gang udtaget til det danske A-landshold. Joachim Andersen er Danmark hidtil dyreste fodboldspiller med en salgspris på ca. 225 mio. kroner, da han skiftede fra Sampdoria til Lyon.
Joachim Andersen købte sig i efteråret ind i nordjyske Vendsyssel FF, her ejer han 5% af aktierne i klubben. 

## Karriere
Joachim Andersen spillede som ungdomsspiller i Greve Fodbold, hvor han var en del af en talentfuld årgang, der også talte Mikkel Frankoch, Jonas Gemmer, Malthe Johansen, Michael Johnsen, Martin Vixø, Tobias ''Torben'' Kristensen, Lasse Kristensen og Rasmus Hansen, der lige som Joachim Andersen blev en del af det danske U/16-landshold. Han begyndte allerede i 2000 i en alder af fire år at spille i Greve, og her spillede han frem til 2009. Hans trænere var i de år Jens Frankoch og hans egen far, Jacob Andersen, der i dag er formand og storaktionær i Vendsyssel FF.
I 2009 blev han en del af det første kuld på FC Københavns ungdomsakademi, School of Excellence som 13-årig. Han skiftede i 2011 til FC Midtjylland, da han var 15 år. Her flyttede han ind på efterskolen i Ikast og blev en del af det midtjyske fodboldakademi, men allerede inden han gjorde sin debut på førsteholdet, blev han inviteret til prøvetræning hos FC Twente. Hollænderne endte med at tilbyde ham en kontrakt.

### Twente
I august 2013 skiftede Joachim Andersen til FC Twente, hvor han trods sin status som førsteårs U/19-spiller blev rykket op i 2. holdstruppen, Jong FC Twente, der spillede i Jupiler League, Hollands næstbedste række. I sine to år som U19-spiller nåede han 47 seniorkampe i Jupiler League, og som andenårs U/19 blev han rykket permanent op i 1. holdstruppen, som på daværende tidspunkt bestod af spillere som Dusan Tadic, Haikim Ziyech, Jesus Corona, Quincy Promes, Andreas Bjelland, Kasper Kusk og Kamohelo Mokotjo.
Den 6. marts 2015 fik Joachim Andersen sin officielle debut på FC Twentes førstehold i den hollandske Eredivisie, da han blev skiftet ind i kampen mod Willem II 20 minutter før tid. Efterfølgende startede han inde i kampen mod FC Groningen den 22. marts 2015 og scorede i sammen kamp sit første mål for FC Twente til 2-1. Kampen endte 2-2.

### Sampdoria
Den 26. august 2017 skiftede Joachim Andersen fra Twente til den italienske klub U.C. Sampdoria. Han har haft tilbud fra flere andre lande, men han valgte bevidst at tage til Italien for at udvikle sig i et land, der er kendt for at skabe nogle af verdens bedste forsvarsspillere.
Joachim Andersen fik sin debut for Sampdoria den 25. februar 2018, da han blev skiftet ind i en Serie A-kamp mod Udinese. Siden spillede han i den sæson yderligere syv kampe, inden han fra begyndelsen af sæsonen 2018/2019 etablerede sig som fast mand i startopstillingen og hurtigt tiltrak sig opmærksomhed fra større klubber. Uden at have misset et eneste minut af sin anden sæson i Sampdoria tilbød klubben ham en ny kontrakt frem til sommeren 2022, der blev underskrevet den 8. november 2018.

### Olympique Lyon
Den langvarige kontrakt afskrækkede dog ikke alle klubber, og Olympique Lyon afgav et bud, der var så højt, at Sampdoria ikke kunne afslå, så 12. juli 2019 underskrev Joachim Andersen en femårig kontrakt med den franske klub, der ifølge flere kilder var cirka 225 millioner kr værd og gjorde den til den hidtil dyreste handel med en dansk spiller.

### Fulham
I august 2020 skiftede Joachim Andersen til Fulham, som netop var rykket op i den bedste engelske række, på en lejeaftale gældende for resten af 2020/2021 sæsonen. Joachim Andersen blev tidligt udnævnt som anfører i en alder af blot 24 år og trods sin status som lejespiller. Trods personlig succes for ham endte klubben med at rykke ned.

### Crystal Palace
Efter den vellykkede sæson med Fulham var der interesse fra flere klubber i den engelske Premier League, og Lyon accepterede at sælge, hvis tilbuddet var tilfredsstillende. Det var det, da Crystal Palace bød 22 mio. euro, og efter at have spillet semifinale for Danmark mod England ved EURO2020, skiftede Joachim Andersen til Crystal Palace. Her blev han fast mand i midterforsvaret under den nye franske manager, Patrick Vieira. Andersen fik tre år med rigtig meget spilletid og 104 PL-kampe.

### Fulham igen
I sommeren 2024 skiftede Joachim Andersen tilbage til Fulham, denne gang på en permanent 5-årig kontrakt, der løber frem til 2029 med mulighed for klubben til at forlænge med ét år.

## Landsholdskarriere
Joachim Andersen blev fra en tidlig alder anset som et af de største danske forsvarstalenter og har repræsenteret Danmark på forskellige ungdomslandshold, siden han i 2012 debuterede på U/16-landsholdet. Den 17. marts 2015 modtog Joachim Andersen DBU's talentpris som Årets U-19 talent 2014 og kom dermed i selskab med nuværende landsholdspillere som Simon Kjær, Mathias "Zanka" Jørgensen, Thomas Delaney og Viktor Fischer.
Efter at havde spillet samtlige minutter for Sampdoria (med undtagelse af en enkelt kamp på grund af karantæne) blev Joachim Andersen den 11. marts 2019 udtaget til det danske landshold før kampene mod Kosovo og Schweiz. Han fik A-landsholdsdebut i en venskabskamp mod Luxembourg i oktober samme år, og han fik slutrundedebut ved EM 2020 (afholdt i 2021) i Danmarks ottendedelsfinale mod Wales og spillede derpå resten af kampene til og med semifinalenederlaget til England.
Joachim Andersen har siden deltaget i slutrunden om VM 2022 samt EM 2024, hvor han spillede alle kampe for Danmark. I sidstnævnte turnering fik han en ufrivillig central rolle i ottendedelsfinalen mod Tyskland, hvor han først troede, at han havde scoret sit første landskampsmål, som efterfølgende blev underkendt af VAR for en offside på en medspiller, og kort efter opfangede VAR, at han havde berørt bolden i det danske straffesparksfelt, hvorpå der blev dømt straffespark. Tyskerne scorede på dette til 1-0 og vandt siden kampen 2-0, hvormed Danmark var ude af turneringen.

## Spillestil
Joachim Andersen fremhæves som en dygtig boldspillende forsvarer med en bred fodboldmæssig opdragelse i først hollandsk fodbold, hvor han forfinede sine tekniske færdigheder, og siden i italiensk fodbold, hvor han under Marco Giampaolo blev skolet i en stærk defensiv organisation. Joachim Andersen er god med både højre og venstre ben og kan derfor spille både til højre og venstre i midterforsvaret.